# Lijst van universiteiten in Noord- en Midden-Amerika
Dit is een lijst van universiteiten in Noord- en Midden-Amerika.

### Canada

#### Alberta
- Athabasca Universiteit - Athabasca
- Universiteit van Alberta - Edmonton
- Universiteit van Calgary - Calgary
- Universiteit van Lethbridge - Lethbridge

#### Brits-Columbia
- Royal Roads Universiteit - Victoria
- Universiteit van Victoria - Victoria
- Simon Fraser Universiteit - Burnaby
- Thompson Rivers Universiteit - Kamloops
- Trinity Western Universiteit -
- University of British Columbia - Vancouver
- Universiteit van Noord Brits-Columbia - Prince George

#### Manitoba
- Brandon Universiteit - Brandon
- Universiteit van Manitoba - Winnipeg

#### New Brunswick
- Atlantic Baptist University - Moncton
- Mount Allison University - Sackville
- Saint Thomas University - Fredericton
- Université de Moncton - Moncton
- Universiteit van New Brunswick - Fredericton

#### Newfoundland en Labrador
- Memorial University of Newfoundland - St. John's

#### Nova Scotia
- Acadia University - Wolfville
- Dalhousie University - Halifax
- Mount Saint Vincent University - Halifax
- Saint Francis Xavier University - Antigonish
- Universiteit van Saint Mary - Halifax
- University College of Cape Breton - Sydney
- Université Sainte-Anne - Church Point

#### Ontario
- Brock University - St. Catharines
- Carleton University - Ottawa
- Lakehead University - Thunder Bay
- Laurentian University - Greater Sudbury
- McMaster University - Hamilton
- Nipissing University - North Bay
- Queen's University - Kingston
- Ryerson Universiteit - Toronto
- Saint Paul University - Ottawa
- Trent Universiteit - Peterborough
- Universiteit van Guelph - Guelph
- University of Ontario Institute of Technology - Oshawa
- Universiteit van Ottawa - Ottawa
- Universiteit van Toronto - Toronto
- Victoria University - Toronto
- Universiteit van Waterloo - Waterloo
- Universiteit van West-Ontario - London
- Universiteit van Windsor - Windsor
- Universiteit van Winnipeg - Winnipeg
- Wilfrid Laurier University - Waterloo
- York Universiteit - Toronto

#### Prince Edward Island
- Universiteit van Prince Edward Island - Charlottetown

#### Québec
- Bishop's University - Lennoxville
- Concordia-universiteit - Montréal
- Laval Universiteit - Québec
- McGill-universiteit - Montréal
- Universiteit van Montréal - Montréal
- Université du Québec
  - Université du Québec en Abitibi-Témiscamingue - Val-d'Or en Rouyn-Noranda
  - Université du Québec à Montréal - Montréal
  - Université du Québec en Outaouais - Gatineau
  - Université du Québec à Trois-Rivières - Trois-Rivières
  - Université du Québec à Chicoutimi - Saguenay
  - Université du Québec à Rimouski - Rimouski
- Université de Sherbrooke - Sherbrooke

#### Saskatchewan
- Universiteit van Regina - Regina
- Universiteit van Saskatchewan - Saskatoon

### Cuba
- Universiteit van Havana

### Mexico
- Autonome Universiteit van Baja California - Tecate, Mexicali, Tijuana en Ensenada
- Autonome Universiteit van Guadalajara - Guadalajara
- Autonome Universiteit van Nuevo León - Monterrey
- College van Mexico - Mexico-Stad
- Ibero-Amerikaanse Universiteit - Mexico-Stad
- Michoacaanse Universiteit - Morelia
- Nationaal Polytechnisch Instituut - Mexico-Stad
- Nationale Autonome Universiteit van Mexico (UNAM) - Mexico-Stad
- Technologisch Instituut voor Hoger Onderwijs Monterrey (ITESM) - Monterrey
- Universiteit van Guadalajara - Guadalajara
- Universiteit van Guanajuato - Guanajuato
- Universiteit van Sonora - Hermosillo

### Puerto Rico
- Universidad de Puerto Rico - San Juan (Puerto Rico)
  - Universidad de Puerto Rico - Bayamón
- Universidad Interamericana de Puerto Rico - San Juan (Puerto Rico)